# Lons-le-Saunier
Lons-le-Saunier je zdraviliško naselje in občina v vzhodni francoski regiji Franche-Comté, prefektura departmaja Jura. Leta 2012 je naselje imelo 17.353 prebivalcev.

## Geografija
Kraj leži v pokrajini Bresse ob reki Vallière ob jugovzhodnem vznožju Švicarske Jure, 62 km severovzhodno od Bourg-en-Bressa in 86 km jugozahodno od Besançona. Na zahodu se razprostira Breška ravnina, na severu pa vinogradniška regija.

## Uprava
Lons-le-Saunier je sedež dveh kantonov:
- Kanton Lons-le-Saunier-Jug (del občine Lons-le-Saunier, občine Bornay, Chilly-le-Vignoble, Courbouzon, Frébuans, Geruge, Gevingey, Macornay, Messia-sur-Sorne, Moiron, Trenal, Vernantois),
- Kanton Lons-le-Saunier-Sever (del občine Lons-le-Saunier, občine Chille, Condamine, Courlans, Courlaoux, L'Étoile, Montmorot, Saint-Didier, Villeneuve-sous-Pymont).

Naselje je prav tako sedež okrožja, v katerega so poleg njegovih dveh vključeni še kantoni Arbois, Arinthod, Beaufort, Bletterans, Champagnole, Chaumergy, Clairvaux-les-Lacs, Conliège, Nozeroy, Orgelet, Planches-en-Montagne, Poligny, Saint-Amour, Saint-Julien, Salins-les-Bains, Sellières, Villers-Farlay in Voiteur s 126.220 prebivalci (v letu 2011).

## Zgodovina
Lons-le-Saunier je postal prefektura departmaja Jura 29. marca 1800.

## Zanimivosti
- toplice s parkom, še iz galo-rimskih časov, ko se je kraj imenoval Ledo salinarius,
- cerkev Saint-Désiré iz 11. stoletja,
- cerkev sv. Luka, Mouillères,
- cerkev sv. Petra in Pavla,
- l’Hôtel-Dieu iz sredine 18. stoletja,
- mestno gledališče,
- mestni muzej,
- trg Place de la Liberté.

## Promet
Lons-le-Saunier se nahaja na križišču državnih cest:
- RN 83 (Route nationale 83), ki povezuje Lyon in Strassbourg (Bourg-en-Bresse - Besançon),
- RN 78, ki povezuje Chalon-sur-Saône in Saint-Laurent-en-Grandvaux ob meji s Švico.

Avtocesta A39 (Dijon - Viriat) poteka deset kilometrov zahodno od kraja.
Železniška postaja Gare de Lons-le-Saunier se nahaja ob progi Besançon - Bourg-en-Bresse.

## Pobratena mesta
- Offenburg (Baden-Württemberg, Nemčija),
- Ripley, North Yorkshire (Anglija, Združeno kraljestvo).